# 国立医学図書館 (インド)
座標: 北緯28度34分5.6秒 東経77度12分55.9秒 / 北緯28.568222度 東経77.215528度
国立医学図書館（英語: National Medical Library, NML) は、インド政府が1966年4月1日に開館させた、全インド医科大学のキャンパスがあるニューデリーのアンサリ・ナガーに存在する国立の医学図書館である。インド国内の健康科学学者に図書館及び情報サービスを提供することを目的とする。国立図書館との連携は図られていない。

## 沿革
国立医学図書館は1926年に開館した学部図書館を源流にもつ。学部図書館は後に中央医学図書館 (Central Medical Library) に再編され、1966年に国立医学図書館となった。1971年に全インド医科大学のキャンパスへと移転した。

## 図書館サービス
36万点の図書、報告書、合冊製本された雑誌や文献等を蔵書に有し、年間、2000点の定期刊行物を受け入れている。また、19世紀の貴重な医学論文を所蔵しており、貴重資料の目録が1937年に刊行されている。この規模は南アジアの医学図書館としては最も大規模なものの一つとなっている。分類方式はデューイ十進分類法を採用している。
貸出サービスを受けるために必要な登録は、資格を有する医療従事者や学生・教員等に限定されており、図書館の膨大な情報サービスが利用できる。この登録を受けた利用者は一度に1冊まで図書を借りることができる。また、登録を受けた利用者は、料金を支払うことで複写物の郵送サービスを受けることもできる。
登録資格のない利用者も図書館でのサービスは受けられるが、受付カウンターで入場券を発行してもらう必要がある。

## 司書の養成
国立医学図書館は、1984年に世界保健機関の下で設置された、HELLIS（健康科学関係文献・図書館・情報サービス、Health Literature, Library, and Information Services）ネットワークのインドにおける拠点となっており、1980年から医学や健康科学を専門とする司書を養成するプログラムを開設している。このプログラムでは健康科学に関連する17のオリエンテーション・コースが用意されており、インドや南アジア諸国へ150人以上の司書を輩出してきた。また、異なった学域におけるMEDLARS検索、アプリケーション、図書館管理システム、目録作成講習も行っている。1997年には、これらのコースを評価するための全国ワークショップが開設された。

## 分館
国立医学図書館は世界保健機関のサポートのもとで、インド国内に6つの地区館と8つのリソース図書館 (resource library) を有する。以下に地区館が設置されている施設を列挙する。
- サワイ・マンシング・メディカル大学（英語版）
- グラント・メディカル大学（英語版）
- バナラス・ヒンドゥー大学医学研究所（英語版）
- タミル・ナードゥ Dr. M.G.R. メディカル大学（英語版）
- 全インド公衆衛生研究所（英語版）
- 医学地区研究所（英語版）